# Aristide Tanzi
Aristide Tanzi (Livorno, 21 novembre 1942 – Milano, 8 febbraio 2005) è stato un giurista e filosofo del diritto italiano.

## Biografia
Aristide Tanzi nasce a Livorno nel 1942. Laureatosi in giurisprudenza nell'Università di Siena con una tesi in diritto amministrativo, collabora, in seguito, con il Ministero dell'Interno e ricopre, giovanissimo, l'incarico di commissario prefettizio.
Allievo di Renato Treves, ha insegnato Filosofia del diritto, Sociologia del diritto e Teoria generale del diritto nell'Università degli Studi di Siena, nell'Università degli Studi di Cagliari, nell'Università degli Studi di Milano e, infine nell'Università di Milano Bicocca.
È scomparso a Milano nel 2005.